# Brachistosternus peruvianus
Espèce
Brachistosternus peruvianus est une espèce de scorpions de la famille des Bothriuridae.

## Distribution
Cette espèce est endémique du Pérou.. Elle se rencontre dans les régions d'Apurímac et de Cuzco de 1 900 à 2 700 m d'altitude.

## Description
Les mâles mesurent de 61,2 à 70,0 mm et les femelles jusqu'à 78,0 mm.

## Étymologie
Son nom d'espèce lui a été donné en référence au lieu de sa découverte, le Pérou.

## Publication originale
- Toledo Piza, 1974 : A new scorpion from Peru (Bothriuridae). Revista de Agricultura, Piracicaba, São Paulo, vol. 49, no 4, p. 155–256.